# Christopher Bailey (modeontwerper)
Christopher Paul Bailey (West Yorkshire (Engeland), 11 mei 1971) is creatief directeur bij Burberry. Hij is verantwoordelijk voor het imago van Burberry, alle reclamecampagnes, het design van het modehuis en het collectief design van alle Burberrycollecties en productlijnen.

## Biografie
Bailey is geboren in Yorkshire, zijn vader was timmerman en zijn moeder was verantwoordelijk voor de etalages van Marks & Spencer. In 1994 studeerde hij af aan de Royal College of Art met een Master gradatie. In 2004 ontving hij een honoraire titel van het College.
Na zijn studie ging Bailey werken als designer voor de dameskledinglijn bij het Amerikaans modehuis Donna Karan in New York. Hij werkte daar van 1994 tot 1996. In 1996 stapte Bailey over naar het Italiaanse modehuis Gucci in Milaan waar hij senior designer werd, wederom verantwoordelijk voor de dameskledinglijn.
In 2001 werd Bailey aangenomen door Burberry waar zijn carrière als creatief directeur begon. In november werd hij benoemd tot hoofd creatief directeur. Bailey is verantwoordelijk voor de verandering van het imago van Burberry. Het merk herleefde onder zijn creativiteit waardoor het nu weer een succesvol winstgevend bedrijf is.

## Burberry Foundation
In 2008 zette Bailey samen met Burberry CEO Angela Ahrendts de Burberry Foundation op. Deze organisatie zet zich in voor jonge mensen en probeert hun dromen te verwezenlijken door het gebruik van creativiteit. De Burberry Foundation investeert in geselecteerde organisaties die zich focussen op jonge mensen in de hoofdsteden en regionen waar de meerderheid van het Burberry personeel leeft en werkt, door te participeren in liefdadigheidswerk dat uitgevoerd wordt door liefdadigheidpartners ter plaatse.

## Burberry hoofdkantoor
Bailey is verantwoordelijk voor het design en de ontwikkeling van het nieuwe Global Burberry hoofdkantoor in Londen en New York. Het 15.000 m² Horseferry House in Londen en het 6.300 m² Burberry hoofdkantoor op 444 Madison in New York.

## Persoonlijk leven
Sinds 2009 heeft hij een relatie met Britse acteur Simon Woods.

## Prijzen
2009Designer van het jaar, British Fashion Awards (UK)
2009'Honorary Patron' van de University Philosophical Society, Trinity College, Dublin
2009Benoeming tot Lid in de Orde van het Britse Rijk (MBE) op Koningin's Elizabeth II verjaardag 2009 'Honours List for Services to the Fashion Industry'
2008Designer van het jaar, British Fashion Awards (UK)
2007Designer van het jaar, British Fashion Awards (UK)
Eredoctoraat van wetenschap van de University of Huddersfield, Yorkshire
2006Eredoctoraat van de University of Westminster, waar Bailey afstudeerde van zijn BA in 1990
2005Designer van het jaar, British Fashion Awards (UK)
2004'Honorary Fellowship' van de Royal College of Art, waar Bailey afstudeerde van zijn MA in 1994